# Athies (Passo de Calais)
Athies é uma comuna francesa na região administrativa de Altos da França, no departamento de Passo de Calais. Estende-se por uma área de 4,34 km². Em 2010 a comuna tinha 1 047 habitantes (densidade: 241,2 hab./km²).